# Irina Tourova
Pour les articles homonymes, voir Irina Slavina et Slavina.
Irina Tourova est une joueuse d'échecs russe née Irina Slavina le 10 août 1979. Grand maître international féminin depuis 2001, elle a également le titre mixte de maître international depuis 2004. Son mari, Maksim Tourov a le titre de grand maître international (titre mixte).
Au 1er juillet 2017, elle est la dixième joueuse russe et la cinquantième joueuse mondiale avec un classement Elo de 2 413 points.
Irina Tourova a remporté la médaille d'argent au championnat d'Europe des filles de moins de 18 ans en 1997 et la finale du championnat de Russie d'échecs féminin en 2003. 
En 2004, elle fut 3e-5e du championnat d'Europe individuel (cinquième au départage) et participa au championnat du monde d'échecs féminin en 2004 (éliminée au premier tour par Maïa Lomineichvili) et 2004 (éliminée au premier tour par Lela Javakhichvili)